# روبرت ميرتون
روبرت ميرتون (بالإنجليزية: Robert C. Merton) من مواليد 31 تموز 1944 في نيويورك. كان والده أستاذ علم الاجتماع في جامعة كولومبيا. تخرج من كلية هارفرد للأعمال وحصل علي ماجستير الهندسة والرياضيات من جامعة كولومبيا عام 1966. عمل بمعهد كاليفورنيا للتكنولوجيا كأستاذ للرياضيات التطبيقية.تحصل عام 1967 على دكتوراه معهد ماساتشوستس للتكنولوجيا (الاقتصاد)، وفي عام 1970 حصل على درجة الماجستير الفخرية في الآداب من جامعة هارفارد، 1989 دكتوراه في القانون من جامعة شيكاغو، وفي عام 1991 أصبح أستاذا فخريا في الدراسات التجارية العليا من جامعة باريس، وفي 1995 تحصل على دكتوراه فخرية من جامعة لوزان، وفي 1996 على دكتوراه فخرية من جامعة باريس وعمل في الفترة من 1988-1998 أستاذا للمالية بكلية علوم اقتصادية وجامعة نانت، وفي 1993 كأستاذ زائر للمالية ومؤسس مدرسة سلون للإدارة في معهد ماساتشوستس للتكنولوجيا 1980-1988 أستاذ مساعد المالية 1970-73، أستاذ 1973-74 وفي 1970 عمل باحثا مساعدا مع بول سأمويلسون في معهد ماساتشوستس للتكنولوجيا.
هو زميل ريكان في أكاديمية الفنون والعلوم، أصبح عام 1986 رئيس الجمعية الأمريكية المالية لسنة 1986، ومن ثم نائب رئيس جمعية الدراسات المالية 19 93-96 وعضو الأكاديمية الوطنية للعلوم، عام 1993 زميل رابطة المهندسين المالية، وفي عام 1994 زميل في ستيتوتي، وأصبح عضوا فخريا في جمعية دكار المالية 19 97 ومنح جائزة التفوق في التعليم في معهد التكنولوجيا 1977-78 وفي 1993 تحصل على جائزة الإبداع المالي وفوكوا كلية التجارة الجامعة المالية 199.

## أعماله
| - النظام المالي العالمي: منظور عملي 1995. - قضايا مالية وهندسة التطبيق للدراسات المالية الإبداع 1995. - تحصيل الأوراق العلمية مع بول سأمويلسون 1972. - النظام المالي العالمي ومشروع تطبيقات نظرية تسعير الخيارات: خمسة وعشرون عاما 1997. - مقدمة الرياضيات المشتقة 1997. - نموذج عقد ضمانات الائتمان حساسة مبهمة الوسطاء 1997. - عملية التمويل في النظرية والممارسة: حالة تكرار الحقائب 1997. - إدارة مخاطر الأدوات المالية المشتقة 1996. - المنظور الوظيفي للوساطة المالية 1995. - الابتكارات المالية وإدارة وتنظيم المؤسسات المالية 1995. - سعر السوق في محاسبة المصارف وتوفير الدروس المستفادة من التجربة الدانمركية 1995. - تأثير النماذج الرياضية في التمويل على الممارسة السابقة، حاضره ومستقبله والصفقات الفلسفية للجمعية الملكية بلندن 1994. - طباعة المالية الممارسة والتعليم 1995. - المعاش والضمانات في الولايات المتحدة: التحليل الوظيفي ومستقبل المعاشات في الولايات المتحدة ب 1993. - نظرية رأس المال والمخاطر في المؤسسات المالية 1993. - إدارة رأس المال المخاطر في المؤسسات المالية 1993. | - التأمين على الودائع والإصلاح: نهج عملي 1993. - التنظيم في عملية الوساطة المالية: منظور عملي 1993. - استراتيجيات الاستثمار الأمثل لأموال الجامعة والأوقاف 1993. - الابتكارات المالية والأداء الاقتصادي 1992. - النظام المالي والأداء الاقتصادي 1990. - سوق المال النظرية وأسعار الأوراق المالية تحديد الفائدة مقابل المعاش خطط محددة: ماهي حقيقية المبادلات؟ 1987. - نموذج بسيط من المال مع عدم التوازن في سوق المعلومات 1987. - خطة المعاشات التكامل الاجتماعي والتأمين ضد المخاطر الأمنية 1987. - على استهلاك المؤشر العام المعاشات التقاعدية الجوانب المالية للولايات المتحدة 1983. - في الرياضيات والافتراضات الاقتصادية المستمرة: النماذج المالية 1982. - مقاربة نظرية النمو في ظل حالة استعراض الدراسات الاقتصادية 1975. - كتاب: دراسات في نظرية أسواق رأس المال 1973. - نظرية تسعير خيار عقلاني 1973. - ديناميه نموذج التوازن العام للموجودات السوق وتطبيقه على تسعير هيكل رأس المال لشركة جامعة ماساتشوستس مدرسة سلون للإدارة 1970. - أفضل تحليلي عن نظرية السيطرة على الاقتصاد وعشوائي نونستوشاستيتش 1969. - القيود على التسعير الرشيد الخيار: مجموعة من شروط التحكيم 1968. | 2 |

## روابط خارجية
- روبرت ميرتون على موقع الموسوعة البريطانية (الإنجليزية)
- روبرت ميرتون على موقع مونزينجر (الألمانية)
- روبرت ميرتون على موقع إن إن دي بي (الإنجليزية)